# Celina Turchi
Celina Maria Turchi Martelli, coneguda simplement com a Celina Turchi   (Goiânia, 3 de juliol de 1952), és una epidemiòloga brasilera, graduada en la Universitat Federal de Goiás i investigadora de la Fundació Oswaldo Cruz de Recife. Celina va associar per primera vegada el vincle entre el virus del Zika i la microcefàlia en nadons durant el brot de la primera manifestació de la malaltia a Brasil el 2015. Va ser seleccionada per la revista Nature com una de les deu persones més notables en el camp de la ciència el 2016, i per la revista Time com una de les cent persones més influents de 2017.

## Vida y carrera
Turchi va néixer a l'estat de Goiás. Es va graduar en medicina en la Universitat Federal de Goiás i va obtenir el seu màster en infectologiaen l'Escola d'Higiene i Medicina Tropical de Londres i el seu doctorat en la Universitat de São Paulo. Es va interessar en la investigació de malalties transmeses per mosquits el 1990, quan el dengue es va propagar a Goiânia.
Al 2015 Turchi va ser convocada pel Ministeri de Salut de Brasil per investigar el creixement de casos de microcefàlia en nadons en l'estat de Pernambuco. A l'Institut Aggeu Magalhães de Fiocruz, a Recife, va dirigir el Grup d'Investigació en Epidèmia de Microcefàlia, un equip de treball encarregat de definir les causes de les malformacions. El seu grup va descobrir que el virus del Zika covat en dones embarassades influïa en la falta de desenvolupament cranial del fetus.